# Grillotius bergeri
Grillotius bergeri är en fjärilsart som beskrevs av Philippe Darge 1973. Grillotius bergeri ingår i släktet Grillotius och familjen svärmare. Inga underarter finns listade i Catalogue of Life.